# ポムロールAOC
ポムロール（Pomerol）は、ボルドーワインのひとつ。AOCを持つ。ポムロールはボルドーワインの中では最も高価な、シャトー・ペトリュス（Château Petrus）を生産する村として知られている。
AOCポムロールは、ポムロール村と南西に接するリブルヌ村の760haの畑が指定されている。ポムロールのワインは、メルロー種のぶどうをメインとし、それにカベルネ・フラン種を混醸して作られ、濃い緋赤色で、よく熟したプラムのような香りと、渋みと酸味の豊かなコクのある味わいで、長熟タイプだが、メドックのものに比べると、早くから楽しめる。全体的に、ジロンド川左岸地区のものに比べ、シャトーの規模が小さく、生産量が少ない分、希少価値があり、高騰が激しい。